# Bãi Thạch Sa
Bãi Thạch Sa là một rạn san hô vòng chìm ngập dưới nước thuộc cụm Bình Nguyên của quần đảo Trường Sa.
Bãi Thạch Sa là đối tượng tranh chấp giữa Việt Nam, Đài Loan, Philippines và Trung Quốc. Hiện chưa rõ nước nào thực sự kiểm soát rạn vòng này.
- Tên gọi: bãi Thạch Sa; tiếng Anh: Seahorse Shoal hoặc Routh Shoal; tiếng Filipino: Baybayin Dagat; tiếng Trung: 海马滩; bính âm: Hǎimǎ tān, Hán-Việt: Hải Mã than
- Đặc điểm: có hình quả lê với chiều dài tính theo trục đông bắc - tây nam là 8,1 hải lý (15 km) và chiều rộng từ 2,4 đến 4,5 hải lý (4,4 - 8,3 km). Độ sâu tối thiểu của vành san hô và vụng biển lần lượt là 8,2 m và 31 m.[1] Diện tích của rạn vòng đạt 80 km².[2]